# Lycosoides flavomaculata
Lycosoides flavomaculata là một loài nhện trong họ Agelenidae.
Loài này thuộc chi Lycosoides. Lycosoides flavomaculata được Hippolyte Lucas miêu tả năm 1846.